# Turres in Byzacena
Turres in Byzacena (łac. Diocesis Turrensis in Byzacena) – diecezja historyczna w Cesarstwie rzymskim w prowincji Byzacena, współcześnie w Tunezji. Obecnie katolickie biskupstwo tytularne.

## Biskupi tytularni
| Lp. | Biskup                    | Funkcja                                       | Od              | Do               |
| --- | ------------------------- | --------------------------------------------- | --------------- | ---------------- |
| 1   | Juan Carlos Aramburu      | arcybiskup koadiutor Buenos Aires (Argentyna) | 14 czerwca 1967 | 22 kwietnia 1975 |
| 2   | Bonifácio Piccinini       | arcybiskup koadiutor Cuiaby (Brazylia)        | 27 czerwca 1975 | 15 sierpnia 1981 |
| 3   | Manuel Salazar y Espinoza | emerytowany biskup León (Nikaragua)           | 19 grudnia 1981 | 16 sierpnia 1995 |
| 4   | Hil Kabashi               | administrator apostolski Południowej Albanii  | 3 grudnia 1996  |                  |